# Edna Elena Vega Rangel
Edna Elena Vega Rangel (Ciudad de México, 22 de julio de 1962) es una socióloga mexicana. Es la secretaria de Desarrollo Agrario, Territorial y Urbano de México desde el 1 de octubre de 2024 durante el gobierno de la presidenta Claudia Sheinbaum.

## Trayectoria
Estudió la licenciatura en sociología, la maestría en planeación metropolitana, y el doctorado en sociología con especialización en sociedad y territorio en la Universidad Autónoma Metropolitana-Azcapotzalco (UAM-A). Ha sido profesora de la UAM-A y de la Universidad Autónoma de la Ciudad de México.
Fue secretaria técnica de la Comisión de Desarrollo Urbano de la entonces Asamblea Legislativa del Distrito Federal; Directora de Desarrollo Económico en el Fideicomiso del Centro Histórico de la Ciudad de México; fue directora general de Planeación Estratégica y después directora general del Instituto de Vivienda del Distrito Federal; asesora en la Procuraduría Social y Directora de Desarrollo Urbano en Iztapalapa.
De 2018 a 2022 fue directora general de la Comisión Nacional de Vivienda. El 29 de junio de 2022 fue nombrada subsecretaria de Ordenamiento Territorial y Agrario por el presidente López Obrador.